# Stenli Donen
Stenli Donen (Kolambija, 13. april 1924 — Njujork, 21. februar 2019) bio je američki reditelj i koreograf čiji najpoznatiji radovi su Singin' in the Rain i On the Town, oba od kojih je korežirao da glumcom i plesačem Džin Kelijom. Drugi zapaženi filmovi su Royal Wedding, Seven Brides for Seven Brothers, Funny Face, Indiscreet, Damn Yankees!, Charade, i Two for the Road. Karijeru je započeo horskim pevanjem na Brodveju za režisera Džordža Abota, gde se sprijateljio sa Kelijem. Godine 1943. on je prešao u Holivud i radio kao koreograf pre nego što su on i Keli napravili On the Town 1949. godine. Nakon toga, radio je kao režiser pod ugovorom za MGM pod producentom Arturom Fridom stvarajući hit filmove. Godine 1952. Donen i Keli su korežirali mjuzikl Singin' in the Rain, koji se smatra jednim od najvećih filmova ikad napravljenih. Donenov odnos sa Kelijem se pogoršao 1955. godine tokom njihove finalne kolaboracije na It's Always Fair Weather. Donen je nakon toga prekinuo ugovor sa MGM-om da bi postao nezavisni producent 1957. godine. Nastavio je sa pravljenjem filmova tokom 1950-ih, 1960-ih i 1970-ih, često finansijski uspešnih koji su kritički hvaljeni. Njegova produkcija filma postajala je ređa početkom osamdesetih i nakratko se vratio na pozornicu kao reditelj devedesetih i ponovo 2002. godine.

## Životopis
Donen karijeru započinje kao plesač i koreograf. Godine 1941. u suradnji sa Džinom Kelijem koreografira pozorišni mjuzikl Najbolja noga napred (engl. Best Foot Forward). Nakon višegodišnjeg koreografskog asistiranja (Devojka s naslovnice, 1944), Donen započinje rediteljsku saradnju sa Kelijem na filmovima Diži sidra! (1945) i Povedi me na bejzbol (1949). Priznanja ostvaruju najprije mjuziklom U grad! (1949), a posebno filmom Pevanje na kiši (1952).
Zbog privatnih nesuglasica Donen odlučuje da raskine saradnju sa Kelijem i da se okuša u samostalnoj karijeri. Već svojim prvim samostalnim delom Sedam nevesta za sedmoricu braće (1954), modernizovanoj i koreografiranoj verziji legende o otmici Sabinjanki pokazuje vlastite redateljske sposobnosti u koje se dotada često sumnjalo i pretpostavljalo da su zasluga Kelija ili Vinsenta Minelija. Iako se okušao i u drugim žanrovima poput trilera (Indiskrecija, 1958. i Šarada (1964) i melodrame (Putovanje za dvoje, 1967. i Stepenište 1969), njegova se redateljska inovativnost najviše očitovala u mjuziklima Kraljevsko venčanje (1951), Smešno lice (1957) i Film za groš (1978).

### Stilske karakteristike
Dela Donenove i Kelijeve saradnje odlikuje satiričnost i reciklažni karakter (na primer u filmu Pevajmo na kiši). Filmski elementi karakteristični za Donenovo delovanje čine montažne inovacije i poigravanje specijalnim efektima, kao i preplitanje elemenata različitih žanrova: slepstika i mjuzikla u Pevajmo na kiši, vesterna i mjuzikla u Sedam nevesta za sedmoricu braće te komedije, melodrame i mjuzikla u Filmu za groš.

## Nagrade i priznanja (izbor)
- 1995. – nagrada Bili Vajlder
- 1995. – nagrada Akira Kurosava
- 1998. – nagrada Oskar za životno delo
- 1999. – nagrada Džozef Plato za životno delo
- 2001. – nagrada Džoni Merser
- 2009. – nagrada Daglas Vat za životno delo
- 2011. – nagrada za životno delo Izraelskog filmskoga festivala

## Literatura
1. Delamater, Jerome: Dance in the Hollywood Musical, Michigan: UMI Research Press, 1978.
2. Katz, Ephraim: The Film Encyclopedia (The Most Comprehensive Encyclopedia of World Cinema in a Single Volume), 2nd. Ed., New York: Harper Perennial, 1994, pp. 379.
3. Pajkić, Nebojša: Donen, Stanley, u: Peterlić, A. (ur.), Filmska enciklopedija, sv. 1, Zagreb: Jugoslavenski leksikografski zavod Miroslav Krleža, 1986, pp. 315.
4. (***): Donen, Stanley, u: Gilić, N. & Kragić, B. (ur.), Filmski leksikon, Zagreb: Leksikografski zavod Miroslav Krleža, 2003, pp. 140–141, dostupno na: http://film.lzmk.hr/clanak.aspx?id=373 (pristup: 8. srpnja 2013)

- Blair, Betsy (2003). The Memory of All That. Alfred A. Knopf. ISBN 978-0-375-41299-8.
- Casper, Joseph A. (1983). Stanley Donen. Scarecrow Press. ISBN 978-0-8108-1615-2.
- Charness, Casey (1977). Hollywood cine-dance: a description of the interrelationship of camerawork and choreography in films by Stanley Donen and Gene Kelly. New York University. ISBN 978-0-632-04379-8.
- Hess, Earl J.; Dabholkar, Pratibha (2009). Singin' in the Rain: The Making of an American Masterpiece. University Press of Kansas. ISBN 978-0-7006-1656-5.
- Hirschhorn, Clive (1984). Gene Kelly: a Biography. W.H. Allen. ISBN 978-0-491-03182-0.
- Silverman, Stephen M. (1996). Dancing on the Ceiling: Stanley Donen and His Movies. New York: Knopf. ISBN 978-0-679-41412-4.
- Thomson, David (2010). The New Biographical Dictionary of Film (5 изд.). Alfred A. Knopf. ISBN 978-0-307-27174-7.
- Wakeman, John (1988). World Film Directors, Volume 2. The H. W. Wilson Company. стр. 273—282. ISBN 978-0-8242-0763-2.
- Yudkoff, Alvin (1999). Gene Kelly: A Life of Dance and Dreams. Back Stage Books. ISBN 978-0-8230-8813-3.

## Spoljašnje veze
- Stenli Donen на веб-сајту  (језик: енглески)
- IBDB: Stanley Donen
- Stephen M. Silverman, Dancing on the Ceiling: Stanley Donen and His Movies, Alfred A. Knopf: New York (1996), pp. 4-5